# Ботвинівка
Ботви́нівка — село в Україні, у Христинівській міській громаді Уманського району Черкаської області. Розташоване в гирлі річки Канелька (притока Конели) за 22 км на північний схід від міста Христинівка та залізничної станції Христинівка. Населення складає 233 особи.

## Історія
В історичних довідках село згадується в XVII столітті. Тоді воно входило до складу Уманщини яка, у свою чергу, належала до Брацлавського воєводства. На території села є козацькі кургани, виявлено залишки поселення трипільської культури.
За версією Леоніда Дяченка село було осаджене козаками стихійно (самозахопленням) в кінці XVI століття. На його думку, назва села походить від слова — ботвина, колись була страва з такою назвою, її готували з квашеного листя. Мабуть, на місті села було багато потрібних рослин, щоб їх листя можна було квасити, а потім використовувати для приготування цієї страви. За іншою версією назва села пов'язана з іменем козака Івана Ботвина — хороброго ватажка, що відважно бився і загинув у бою. Він похований в козацькому кургані. Нині це місце є історичною пам'яткою. Козацький шлях з того часу вимірювався відстанями: до могили Івана Ботвина та — за могилу. Поселення, що утворилося на даній території вздовж річки Руди стало називатися Ботвинівка.
Лаврентій Похилевич наводив наступні дані:
|  | Ботвиновка, село при речке Конель, у двух верстах выше Цыбермановки (Липовецкой). Жителей обоего пола 547; земли 1232 десятин, церковь Богословская, деревянная, 7-го класса, построена 1751 года |

На початку 20 століття в селі завершилося будівництво двох панських маєтків та церкви, яка була введена в дію 1904 році. Будувалися об'єкти з місцевого матеріалу. Панич Антусь мав цегельний міні-завод. Котловина, звідки брали камінь на фундаменти, стала кар'єром, який діяв протягом 70 років. Нині він не використовується, шахта затоплена водою. Маєток польського пана Даріуша (Гуляницький Дарій Валентьєвич) зберігся й понині. В ньому з 1920 року по 1998 рік була школа, пізніше дитячий садок, а нині приміщення пустує. У будинку панича Антуся — млин по переробці зернопродуктів.
З 1917 по 1920 рік село кілька разів переходило з рук в руки. У 1920 році в селі була остаточно встановлена радянська окупація, відкрита сільська рада, її головою став Лементовський Данило, якого разом з іншим сільським колаборантом Репетієм Дмитром зарубали шаблями вояки загону отамана Зеленого. Після смерті Лементовського Данила головою сільської ради став Репетій Тодосій Філонович.
Примусова колективізація в селі почалася у 1929 році. Першим головою колгоспу був Тимошенко Єфрем. Селяни йшли в колгосп не охоче, боялись позбутися землі та худоби. Заможні селяни, чинили опір колективізації і вбили комуніста Шаповала Никифора, який після повернення зі служби в Чорноморському флоті, очолив колгосп. Похований він у братській могилі.
Під час Голодомору 1932—1933 років в селі від голоду за офіційними даними померло 88 осіб, за свідченням тодішнього секретаря сільської ради Гончарука Архипа померло 400 осіб, серед них і тодішній голова села Чорнобой. Восени 1933 року колгосп очолив Мазур Семен Якович.
Свідками репресій і їх виконавцями стали голови колгоспу Шаповал Микита Тимофійович, Ковальчук Степан Тихонович. Сільську громаду до війни очолював Євич Степан.
186 жителів села брали участь в Німецько-радянській війні, 78 із них нагороджені орденами й медалями. На фронтах загинуло 38 односельчан, імена їх увіковічені на обеліску Слави. На примусові роботи до Німеччини було вивезено 26 хлопців і дівчат. Відступаючи, нацисти намагались спалити людей у маєтку панича Антуся. Врятували їх від смерті воїни 202 та 205 стрілецьких дивізій та 2-ї і 45 танкових бригад 2-го Українського фронту в березні 1944 року. В боях за відвоювання села загинуло 28 воїнів різних національностей, які поховані в братській могилі.

### Повоєнні роки
Після відвоювання села громаду знову очолив Євич Степан, пізніше Драчук Степан. Коли їх забрали на фронт, то керівниками громад були чоловіки не призовного віку: Сагайдайло Євгеній Михайлович, Власюк Борис Пилипович, Шевчук Павло Мануїлович, а колгосп очолювали Репетій Кирило, Жук Купріян, Білоконь Мирон Макарович. Відбудову господарства після війни організовували голови колгоспів: Очеретяний, Коренюк Федот, Дивнич Кирило, за вказівкою якого було остаточно розібрано церкву, а матеріал використано на ремонт ферм. Справу попередників продовжили голови колгоспу — комуністи: Цезар, Білопільський Михайло.
З 1956 року почав розбудовуватися господарський двір: зведено 5 нових ферм, у 1958 році введена в дію водонапірна башта.
За вимогою М.Хрущова, сільськогосподарські підприємства почали укрупнюватися. За рішенням зборів колгоспників сіл Греблі та Ботвинівки у 1958 році було об'єднано два колгоспи: колгосп «Червоний шлях» та колгосп імені Ворошилова. Новоутвореному господарству було присвоєно назву «Дружба», його головою став Сметана Микола Самойлович. За колгоспом було закріплено 2022 га сільськогосподарських угідь, з них 1929 га орної землі. Господарство вирощувало зернові і технічні культури, було розвинуте м'ясо-молочне тваринництво. Сільську раду очолював Демчук Іван Михайлович. В ці роки був побудований дитячий садок.
В 1961 році був закладений фундамент Будинку культури на 350 місць. У 1964—1967 роках при головуванні Чепікова М. Є. була прокладена бруківка з Ліщинівки до Греблі. Камінь брався з місцевого кар'єру. В ці роки завершилося будівництво адмінспоруди, де розмістилася колгоспна контора, відділення зв'язку, сільська рада. Сільська лікарня, що мала у своєму складі фельдшерсько-акушерський пункт та родильню, розташовувалась на вулиці Гагаріна. Населення на той час сягало 1 200 осіб, народжувалося в рік від 30 і більше дітей.
У 1968–1972 роках при Осичанському В. Н. та Козінському Є. О. був введений в дію новий тракторний стан. В 1972 році головою колгоспу став Хадарін Михайло Васильович, який розбудовував господарство: був збудований кормоцех, три чотирьохрядники. Кавалерами орденів Трудової Слави ІІ—ІІІ ступенів стали телятниці Коренюк Г. Л. та Репетій Н. П.  сільську раду очолював Репетій А. В.
Під час афганської війни учасником бойових дій став лише один житель села Жук В'ячеслав Васильович, який повернувся додому живим з бойовими нагородами.
З 1981 по 1986 рік колгосп очолював Г. І. Бондар. За час його керування в селі зведено 14 будинків для жителів села, побудовано будинок механізатора, посаджено сад. Головою сільської ради на той час була Бузінова З. Г. У 1988 році під керівництвом голови колгоспу Польового А. І. була побудована нова двоповерхова школа на 192 місця, на господарському дворі зведений новий автогараж, вагова, дві ферми, пилорама. В цьому ж році покривається асфальтом бруківка, будується комора та накриття для зерна, реконструйовано приміщення під фельшерсько-акушерський пункт.

### Роки незалежності України
З 1991 по 1996 рік сільську раду очолював Ю. Ф. Бойко, а з 1996 по 1997 рік — П. Ф. Форостяний. У 1997 році колгосп «Дружба» розпався на два господарства: СТОВ «Греблянське» та КСП «Дружба», головою якого став Л. К. Кобець. При ньому було проведено розпаювання землі, майнового фонду, господарство було доведено майже до банкрутства. Сільську раду в ці роки очолював В. П. Коренюк. З 1998 року сільське господарство зазнало дальших реформ, а КСП «Дружба», реформується у ФГ «Еталон», яке очолював А. І. Польовий, намагаючись утримати село на плаву. Але при відсутності підтримки районного керівництва та повній байдужості місцевого населення село все ж таки занепадає. Станом на 1 січня 2001 року в селі проживало 406 осіб, з 212 дворів — 33 пустувало.
Сільським головою у 2002 році стала Т. А. Кухар.
У 2006 році в село прийшли два інвестори: ДП «Нафком-Агро» (керівник В. М. Нечипоренко) та ПП «Дніпро» (керівник А. Г. Грушецький). Восени 2006 року власники майна утворили дві спілки, керівниками яких стали А. Ф. Мишак та Г. А. Репетій.
На 1 січня 2008 року в селі фактично проживало 233 особи. Протягом 8 років нового століття в селі народилося лише 8 дітей, з 104 працездатних жителів села постійну роботу мали 38 осіб. У зв'язку з малочисельністю населення поштове відділення переводиться на поштовий пункт.
ДП «Нафком-Агро» згорнуло свою діяльність на селі і на зміну йому в жовтні 2007 року прийшло «ЛатАгроІнвест» (керівник О. В. Яровий). Обома господарствами проводиться новий розрахунок за паї, надається допомога соціальній сфері. Станом на 1 вересня 2009 року в школі навчалося 28 дітей із двох сіл.
У 2013 році за поданням районного керівництва та згодою місцевих жителів було закрито школу.
Автобусне сполучення села з районним центром Христинівкою здійснюється три рази на тиждень.

## Відомі люди
- Жук Адам Купріянович (1924—2005) — український мистецтвознавець.

## Галерея

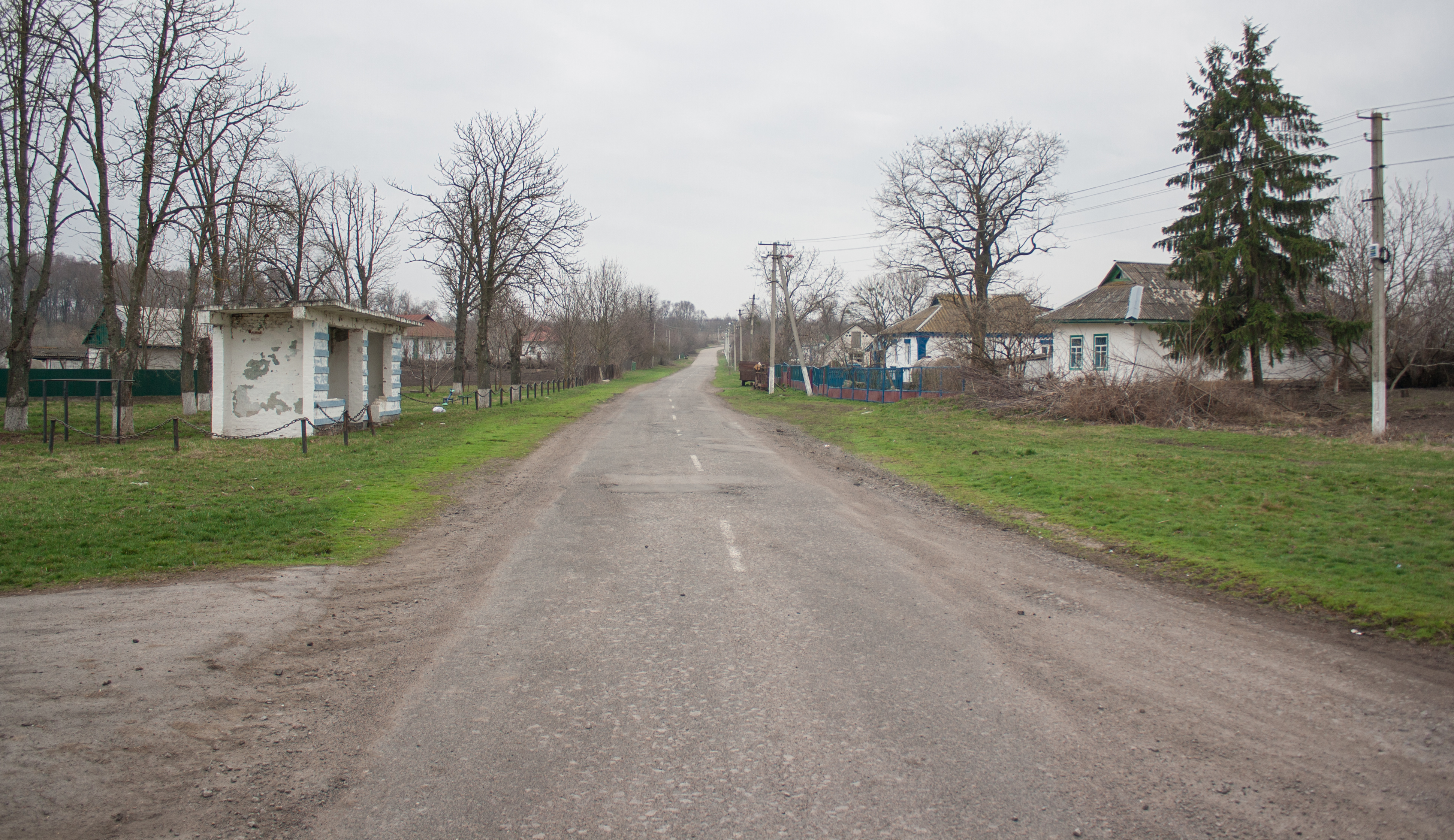
Вулиця Першотравнева
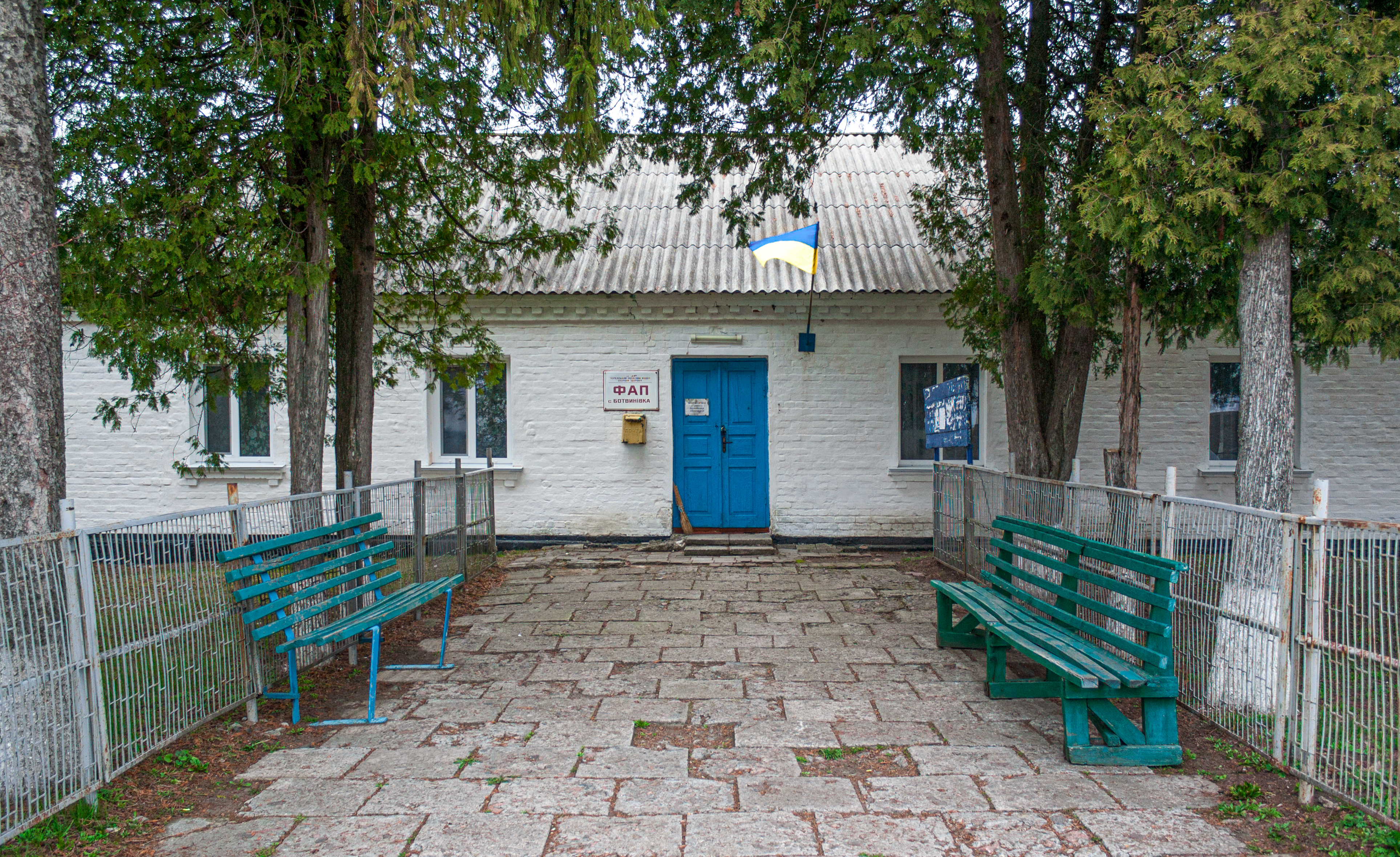
Сільська рада і ФАП
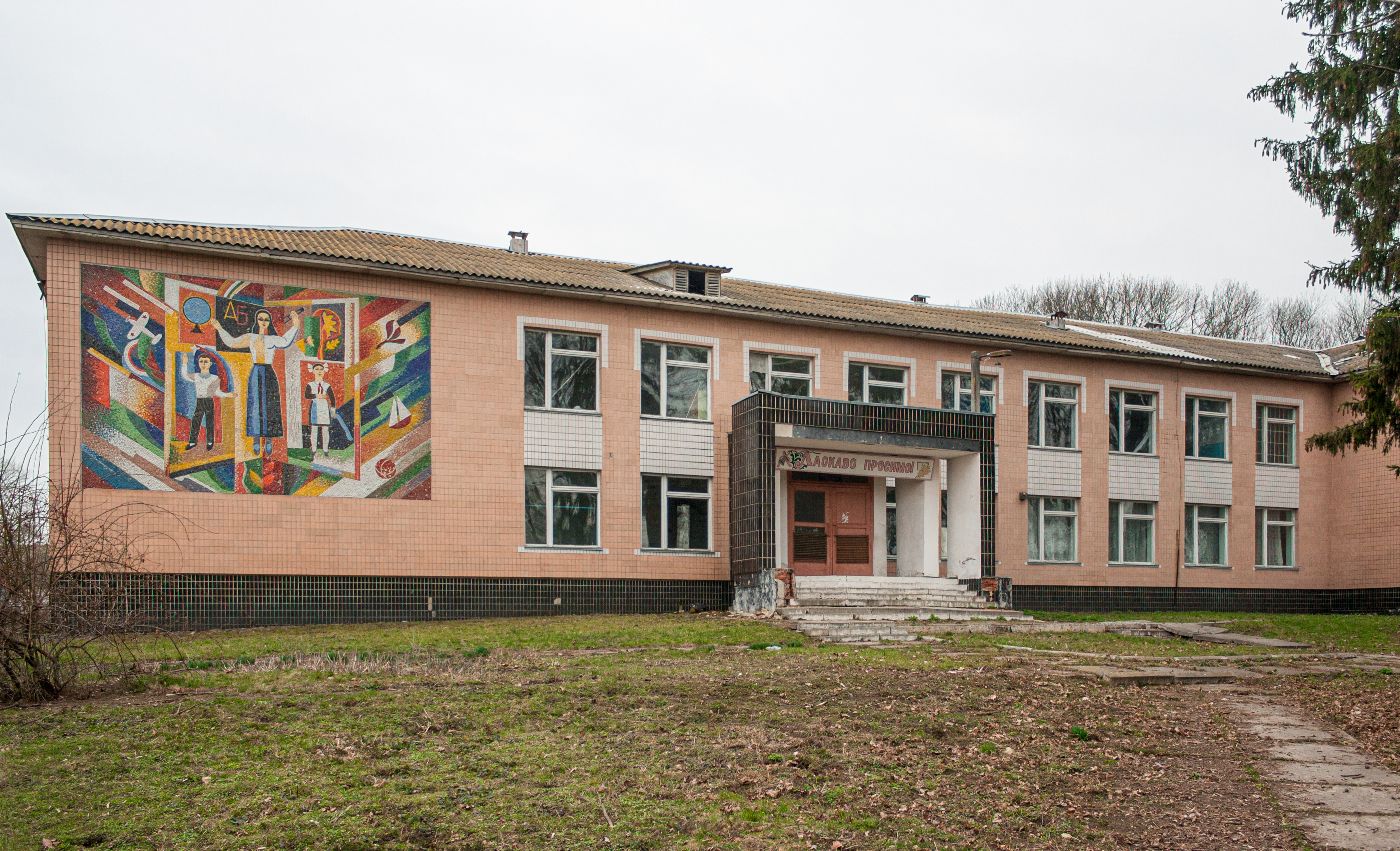
Школа
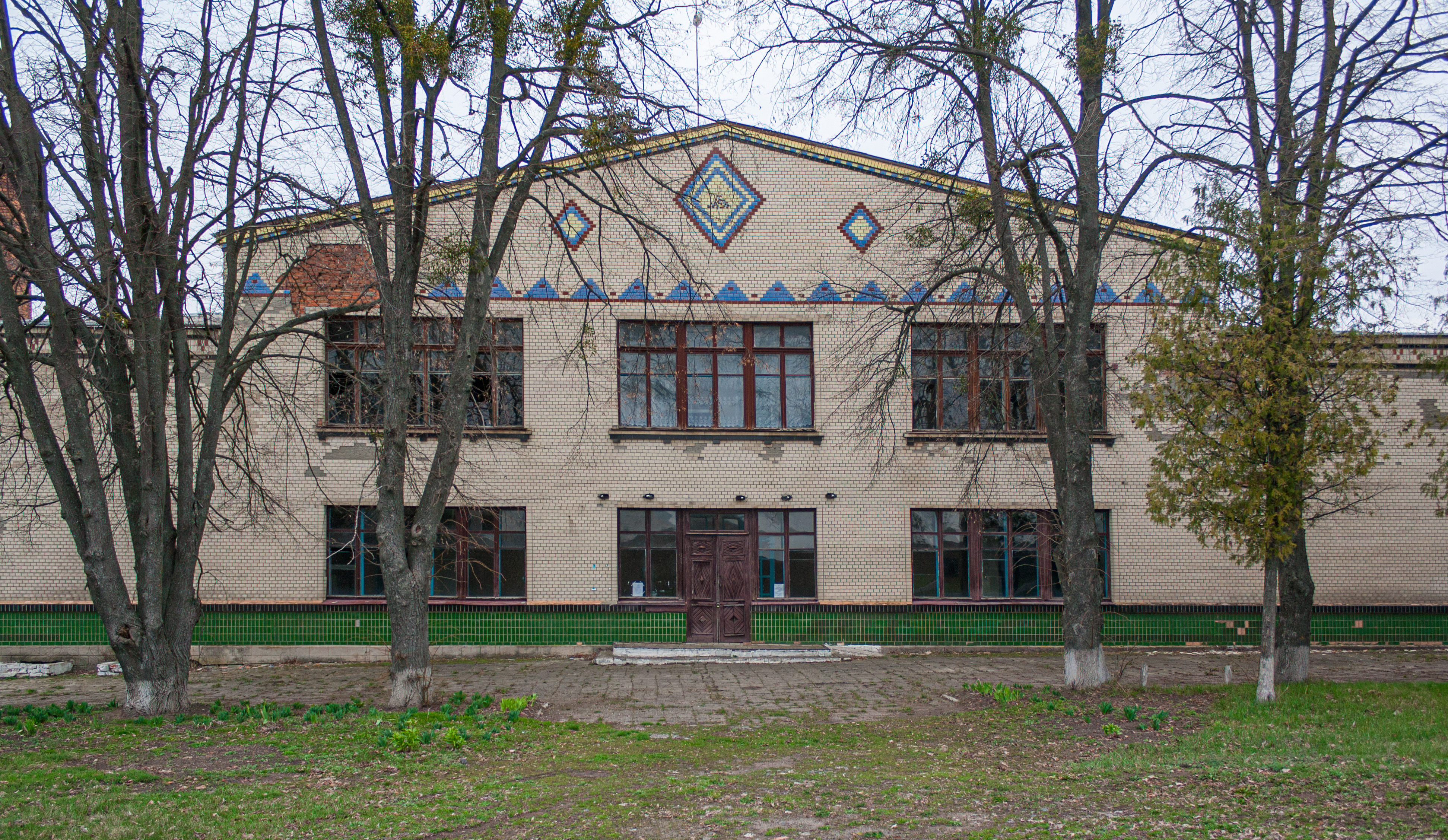
Будинок культури
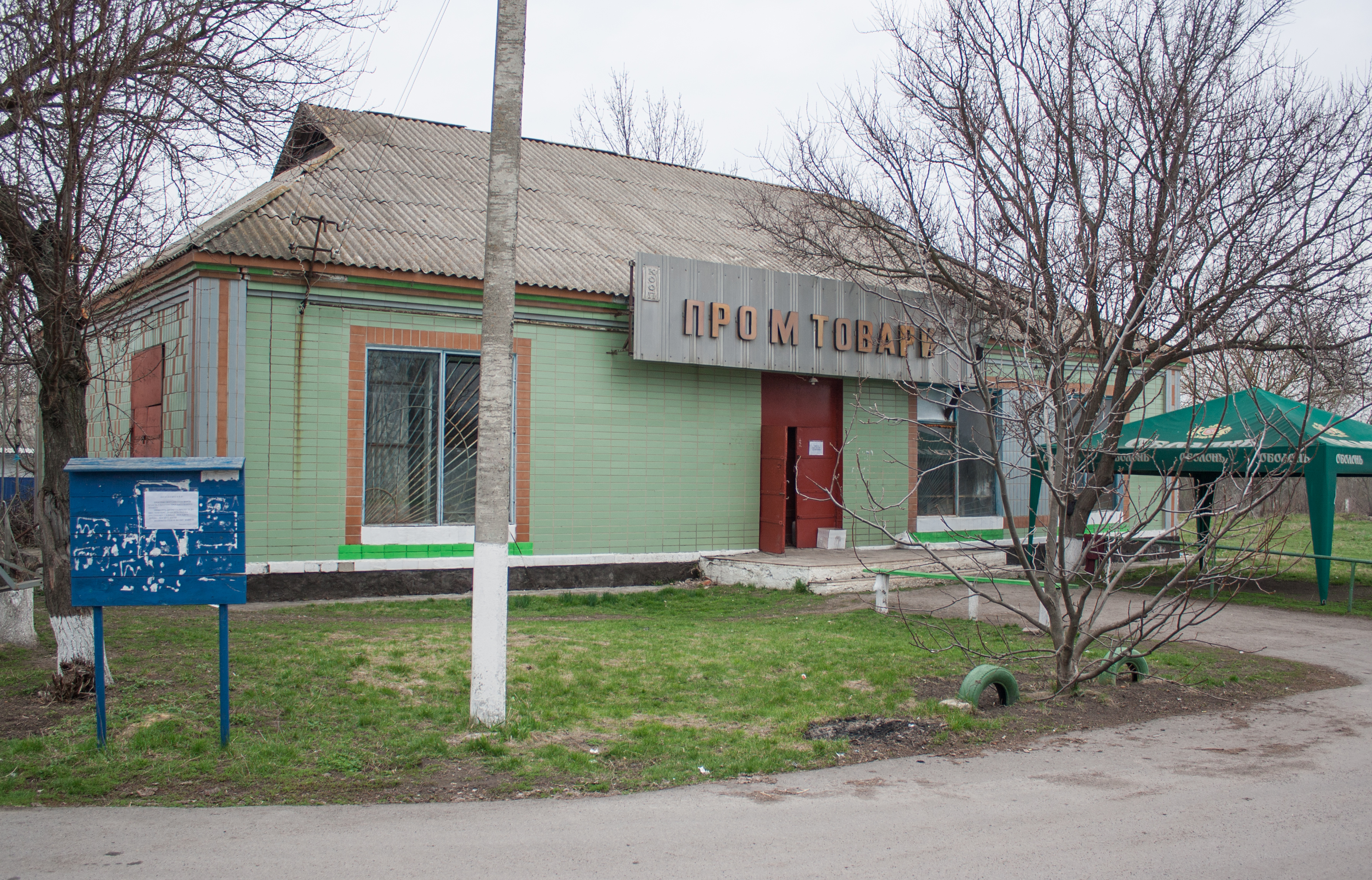
Магазин
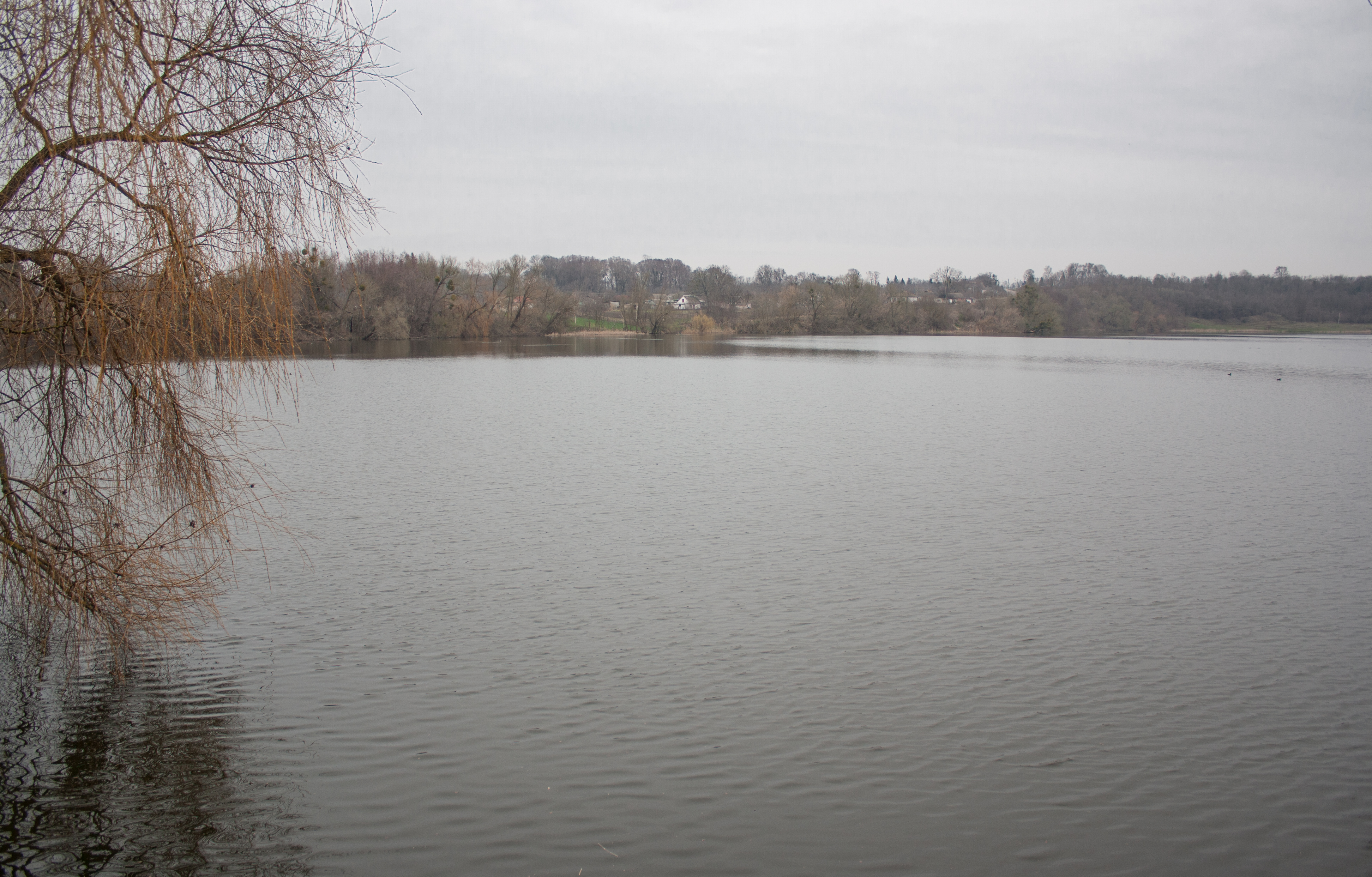
Ставок на річці Канелька
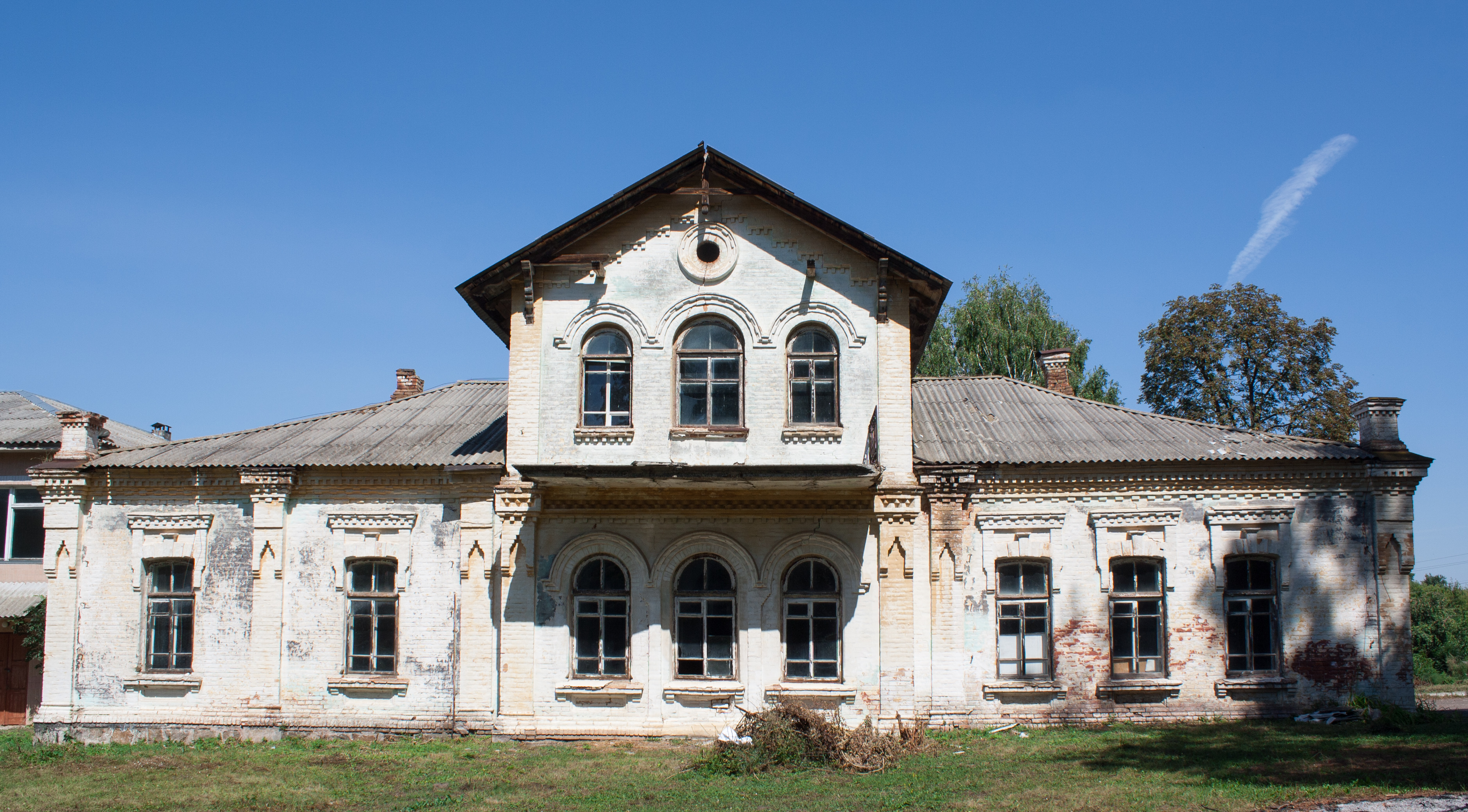
Садиба Гуляницьких (1903 р.)
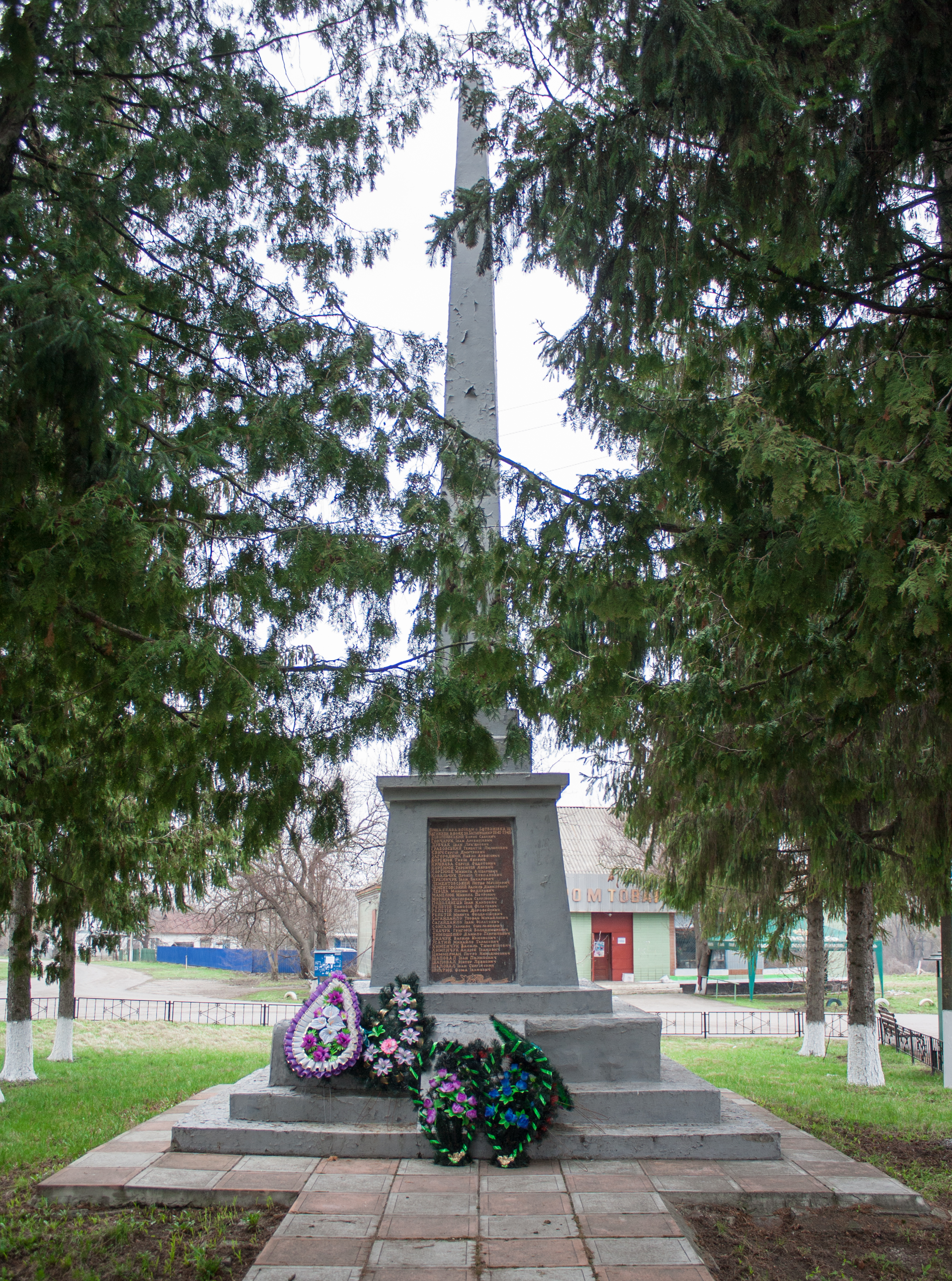
Пам'ятник воїнам-односельцям
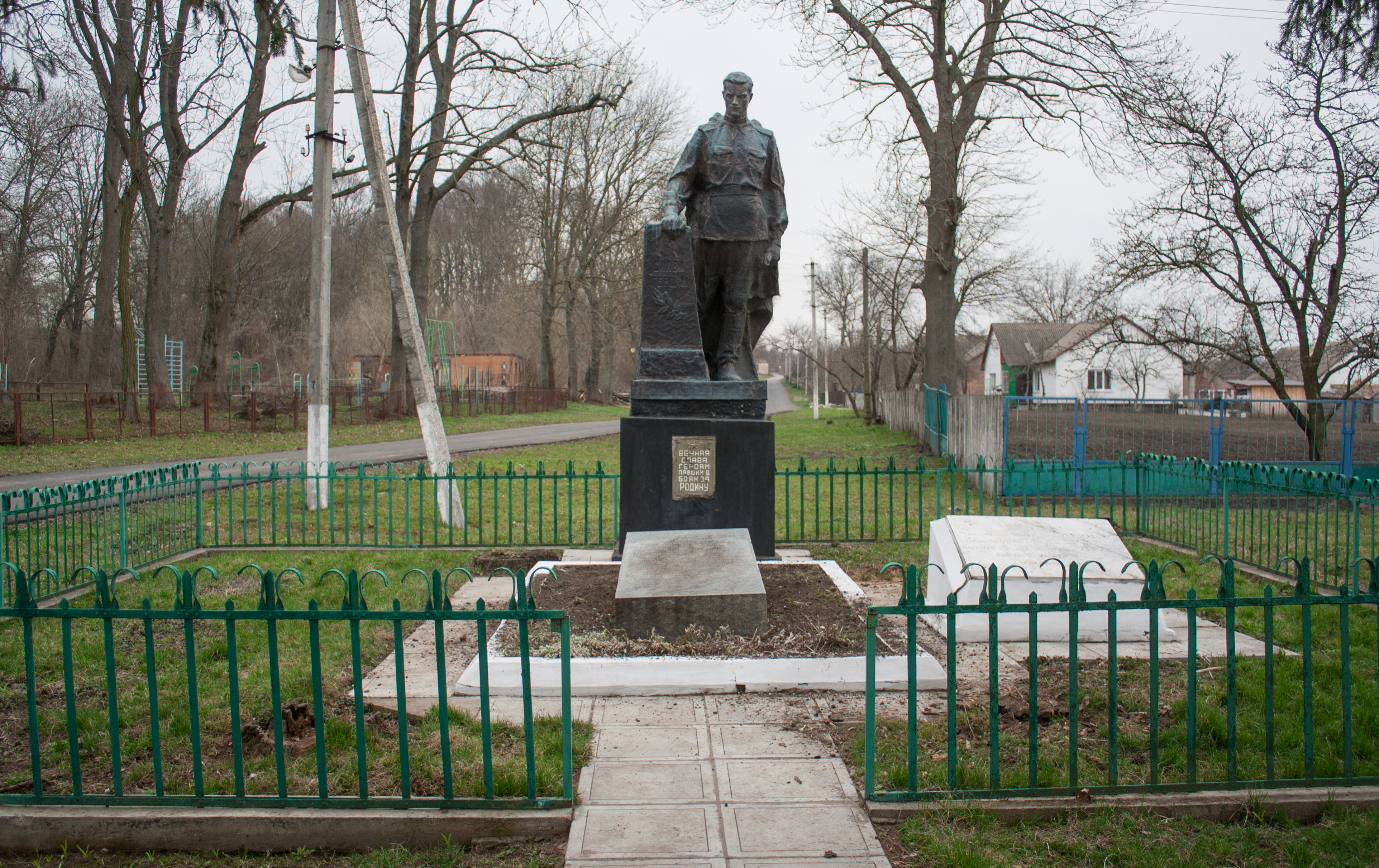
Братська могила радянських воїнів